# Municipio de Plato (Dakota del Sur)
El municipio de Plato (en inglés: Plato Township) es un municipio ubicado en el condado de Hand en el estado estadounidense de Dakota del Sur. En el año 2010 tenía una población de 52 habitantes y una densidad poblacional de 0,56 personas por km².

## Geografía
El municipio de Plato se encuentra ubicado en las coordenadas 44°52′2″N 98°46′00″O / 44.86722, -98.76667. Según la Oficina del Censo de los Estados Unidos, el municipio tiene una superficie total de 93.1 km², de la cual 93,05 km² corresponden a tierra firme y (0,06 %) 0,05 km² es agua.

## Demografía
Según el censo de 2010, había 52 personas residiendo en el municipio de Plato. La densidad de población era de 0,56 hab./km². De los 52 habitantes, el municipio de Plato estaba compuesto por el 100 % blancos. Del total de la población el 0 % eran hispanos o latinos de cualquier raza.